# 共に生きて (アルバム)
『共に生きて』（ともにいきて）は、モンゴル出身の歌手オユンナの3rdアルバム。1996年2月21日にポニーキャニオンよりリリースされた。

## 解説
- キャッチコピー: 天使の歌声…あのモンゴルの少女が大人になりました。
- NHK「アジア発見」サウンドトラックスペシャル
- キャッチコピーにあるように、二十歳になった（大人になった）オユンナの世界を表現したアルバム。いくつかの作品でオユンナ自身が作詞（モンゴル語）を手がけている。

## 収録曲
| 編曲：槌田靖識 (1,2,7.9)、川崎康宏(3-6,10) |                                |            |                          |      |
| #                                          | タイトル                       | 作詞       | 作曲                     |      |
| 1.                                         | 「花水木」                     | 藤公之介   | オユンナ                 |      |
| 2.                                         | 「ふたりの青い空」             | 藤公之介   | オユンナ                 |      |
| 3.                                         | 「海の声（モンゴル語）」       | オユンナ   | オユンナ                 |      |
| 4.                                         | 「輝きの地図」                 | 大津あきら | オユンナ                 |      |
| 5.                                         | 「素敵ね」                     | 大津あきら | オユンナ                 |      |
| 6.                                         | 「旅立ちの予感（モンゴル語）」 | オユンナ   | オユンナ                 |      |
| 7.                                         | 「ともだち」                   | 藤公之介   | オユンナ                 |      |
| 8.                                         | 「愛よ夢よ」                   | 藤公之介   | オユンナ                 |      |
| 9.                                         | 「今日からのすべて」           | 大津あきら | オユンナ                 |      |
| 10.                                        | 「共に生きて」                 | オユンナ   | オユンナ、訳詞: 藤公之介 |      |
| 合計時間:                                  | 合計時間:                      | 合計時間:  | 合計時間:                | 0:00 |